# Дидкивский, Владимир Александрович
Владимир Александрович Дидкивский (укр. Володимир Олександрович Дідківський; 7 ноября 1953, Корнин, Житомирская область — 19 декабря 2023)  — директор частной агрофирмы «Ерчики», Житомирская область, Герой Украины (2002).
Председатель совета Союза сельскохозяйственных предприятий Житомирской области.

## Биография
Родился 7 ноября 1953 года в с. Корнин, Попельнянского района Житомирской области.
Окончил Украинскую сельскохозяйственную академию (1980—1985), зооинженер; аспирант Государственного агроэкологического университета.

### Деятельность
- В 1972−1974 — ученик Киевского ПТУ № 11. Работал механиком на заводе «Большевик».
- С 1975 — инженер-механик трудоёмких процессов в животноводстве, совхоз «Попельнянский».
- В 1980−1985 — студент ВУЗа.
- В 1986−1992 — главный зоотехник, совхоз «Попельнянский».
- С 1993 — председатель, частно-коллективное предприятие им. Фрунзе (с 2000 года — частная фирма «Ерчики», директор)[1], Попельнянский район.

Депутат Житомирского областного совета трёх созывов.
Скончался 19 декабря 2023 года на 70-м году жизни.

## Награды и заслуги
- Герой Украины (с вручением Ордена Державы, 13 ноября 2002 — за выдающиеся личные заслуги перед Украинским государством в развитии агропромышленного комплекса, внедрение современных форм хозяйствования).